# Antonio Gens
Antonio Gens (* 20. September 1950 in Constantí) ist ein spanischer Bauingenieur (Geotechnik) und Hochschullehrer an der Universitat Politècnica de Catalunya.
Gens studierte an der Technischen Universität Madrid (Abschluss 1972), machte seinen Masterabschluss am Imperial College in London und wurde dort 1982 in Bauingenieurwesen promoviert. Nach einiger Zeit in der Bauindustrie ging er an die Universitat Politècnica de Catalunya in Barcelona, wo er 1988 Professor für Geotechnik wurde. 1999 bis 2006 stand er der Abteilung Geotechnik und Geowissenschaften vor und 2002 bis 2006 war er im Leitungsrat der Universität. Daneben hat er eine jahrzehntelange Praxis als Beratender Ingenieur.
Er befasst sich mit numerischer Geomechanik, teilgesättigten Böden und Geo-Umwelttechnik. Er ist Mitglied des Technischen Komitees der International Society of Soil Mechanics and Geotechnical Engineering (ISSMGE) zu Umwelt-Geotechnik (Environmental Geotechnics, TC-5).
2005 wurde er Mitglied der Real Academia Europea de Doctores in Barcelona. Er erhielt die Chandra Desai Medal der International Association for Computer Methods and Advances in Geomechanics (IACMAG), den Quigley Award und je zweimal die George Stephenson Medal (2008, 2012) und die Telford Medal (1994, 2007) der Institution of Civil Engineers. 2007 hielt er die Rankine Lecture (Soil-environment interactions in geotechnical engineering). 2014 verlieh ihm die Universität Grenoble den Ehrendoktortitel. 2017 erhielt er die Kevin Nash Gold Medal der ISSMGE. 2019 wurde er von der Real Academia de Ingeniería de España als Ingeniero Laureado geehrt und erhielt einen Ehrendoktortitel der Technische Universität für Bauwesen Bukarest.